# Melaspilea lecideopsoidea
Melaspilea lecideopsoidea är en lavart som först beskrevs av Heinrich Rehm och som fick sitt nu gällande namn av Kerstin Holm och Lennart Holm. 
Melaspilea lecideopsoidea ingår i släktet Melaspilea och familjen Melaspileaceae. Arten är reproducerande i Sverige.